# Lavaudieu
Lavaudieu település Franciaországban, Haute-Loire megyében. Lakosainak száma 245 fő (2022. január 1.). Lavaudieu Chaniat, La Chomette, Domeyrat, Fontannes, Frugières-le-Pin, Javaugues és Vieille-Brioude községekkel határos.

## Népesség
A település népességének változása:
| Lakosok száma | 242  | 237  | 238  | 227  | 230  | 231  | 243  | 247  | 250  | 245  |
|               | 1968 | 1982 | 1990 | 2006 | 2013 | 2015 | 2017 | 2019 | 2020 | 2022 |